# Bathyarchaeota
Bathyarchaeota（バシ古細菌、バジアーキオータ）は、2014年に提案された古細菌の候補門である。純粋培養された種を含まないが、集積培養や部分ゲノム配列に基づき研究されている。未培養の系統であるが、分布・代謝形態ともに極めて多様で、存在量も豊富である。かつてMiscellaneous Crenarchaeotic Group（雑多なクレン古細菌群）やRice Cluster IVなどと呼ばれたものと同じ系統である。ギリシア語で深いを意味するバテュス（βαθύς/Bathys）と古細菌門を意味する接尾辞-archaeotaから命名された。
1996年にイエローストーン国立公園のオブシディアン・プールから、16S rRNA配列として発見された。最初は温泉からの検出であったが、その後深海の海底沈殿物から豊富に検出され、クレン古細菌に含まれることが予想されたため、Miscellaneous Crenarchaeotic Groupと呼ばれるようになる。2014年にrRNA、リボソームたんぱく質、トポイソメラーゼIBなどの系統解析結果に基づき、Bathyarchaeotaとして定義された。命名は、タウム古細菌とアイグ古細菌系統の深い分岐を示していること、深海の堆積物中に多いことから、ギリシア語で深いを意味するバテュス（βαθύς/Bathys）にちなんでいる。
多様な環境に分布する様で、海洋堆積物を中心に、沿岸堆積物、熱水噴出孔、干潟・河口堆積物、地下水、温泉、下水、土壌、動物の消化器官などあらゆる環境から検出されている。特に、海底堆積物では古細菌の10～100%を占め、存在量は莫大である。
部分ゲノム配列や培養系から予想される代謝形態も非常に多様であり、例えばBathy-8系統はリグニンを分解する。他にも、タンパク質分解、炭水化物分解、脂質分解、芳香族化合物の分解能力などを持つと予想される系統がある。また、ユーリ古細菌にしか見つかっていなかったメタン生成経路や、細菌固有と考えられた酢酸生成、バクテリオクロロフィルa合成酵素の遺伝子も発見され、メタン菌、酢酸菌、光合成菌まで含む可能性が出てきている。